# جنوبی‌کپی عفاری
جنوبی‌کپی عفاری با نام علمی Australopithecus afarensis گونه‌ای از سردهٔ جنوبی‌کپی است که از ۳٫۷۶ میلیون سال پیش تا ۲٫۹۲ میلیون سال پیش در شمال کنیا و جنوب اتیوپی می‌زیست. فسیل معروف لوسی متعلق به همین گونه‌است. کپی، از درخت می‌توانست بالا رود، ولی بیشتر ترجیح می‌داد که بر زمین باشد. با اینکه بر دو پا هم راه می‌رفت احتمالاً برای حرکت تند، حرکت چهاردست‌وپا را ترجیح می‌داد. شواهد مستقیم دال بر استفادهٔ ج. عفاری از ابزارسنگی برای دسترسی به مغزاستخوان لاشهٔ جانوران به دست آمده‌است. این قدیم‌ترین شواهد از استفاده از ابزار سنگی و مصرف گوشت و مغزاستخوان در انسان‌تباران است. با این حال مشخص نیست که آیا ج. عفاری خود ابزار سنگی هم ساخته یا فقط از تراشه‌های سنگی‌ای که یافته می‌شد استفاده می کرده‌است.